# Parafia św. Marcina w Jeleniej Górze-Sobieszowie
Parafia pw. Świętego Marcina w Jeleniej Górze-Sobieszowie – parafia rzymskokatolicka w dekanacie szklarskoporębskim w diecezji legnickiej.  Jej proboszczem jest ks. dr Adam Lasek. Obsługiwana przez księży diecezjalnych. Erygowana 1 stycznia 1827. Kościół parafialny mieści się przy ulicy Cieplickiej.